# Ургуш
Ургу́ш (рос. Ургуш, башк. Урғыш) — село у складі Караідельського району Башкортостану, Росія. Адміністративний центр Ургушівської сільської ради.
Населення — 704 особи (2010; 654 у 2002).
Національний склад:
- росіяни — 55 %
- татари — 30 %